# Margaret Harrison (Künstlerin)

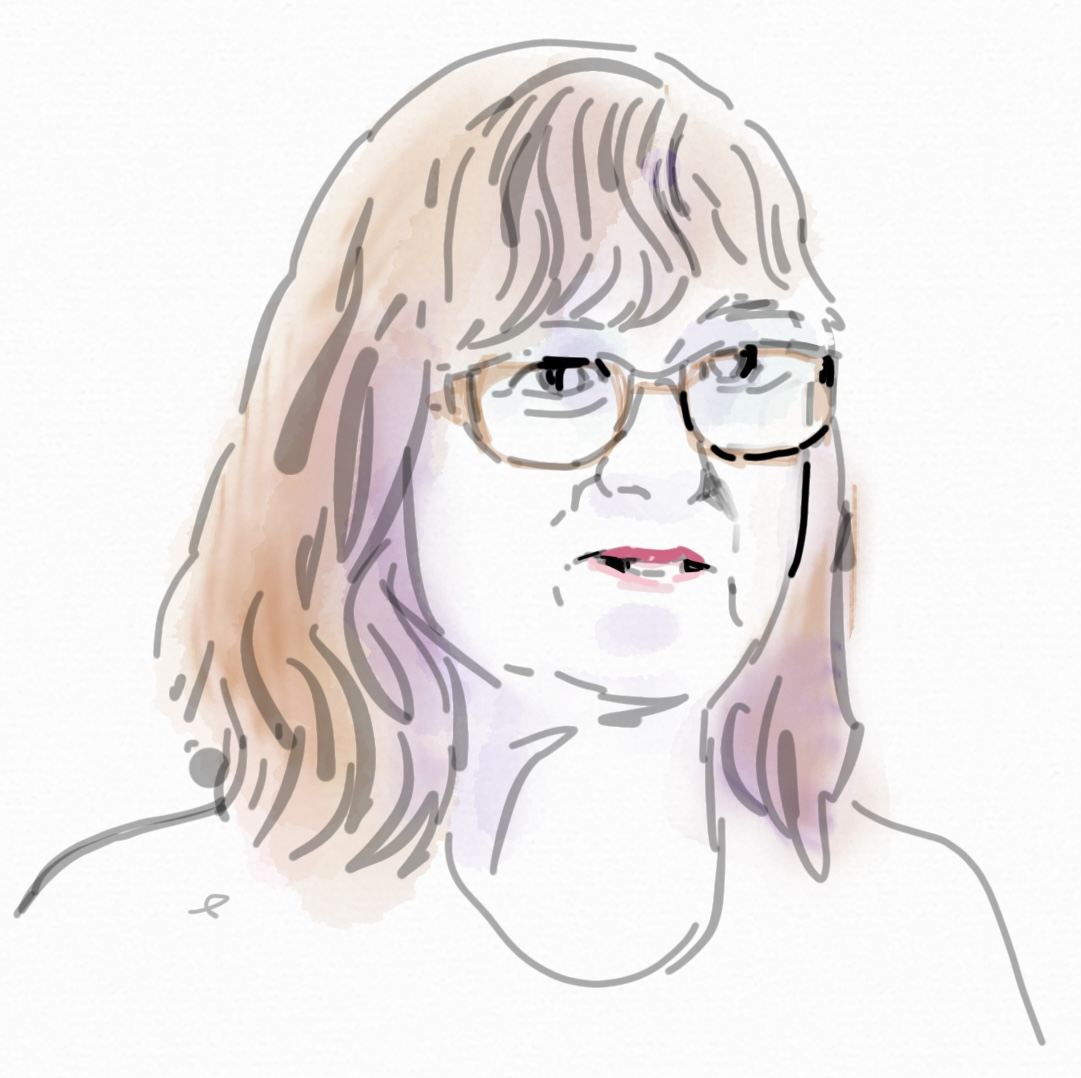

Margaret Harrison (* 1940 in Wakefield) ist eine britische Künstlerin, die für ihre feministische Konzeptkunst bekannt ist. Sie lebt und arbeitet in den USA und in Großbritannien.

## Leben
Von 1957 bis 1961 studierte Margaret Harrison am Carlisle College of Art und von 1961 bis 1964 an der Royal Academy of Arts in London. 1965 graduierte sie an der Perugia Fine Arts Academy.
Harrison hatte Ende der 1960er Jahre begonnen, sich mit feministischen Aktionen auseinanderzusetzen. Im Jahre 1970 gründete Margaret Harrison zusammen mit anderen Künstlerinnen die “London Women’s Liberation Art Group”, die berufstätigen Frauen die Möglichkeit bot, künstlerische Fähigkeiten zu entwickeln und zu erlernen.
Im April 1971 organisierte Margaret Harrison eine Ausstellung, die den ausbeuterischen Missbrauch von Frauen durch die Presse aufdeckte. Nach nur einem Tag schloss die britische Polizei Londons erste offenkundig feministische Kunstausstellung einer Frau. Sie betrachtete die Zeichnungen, insbesondere ein Bild von Hugh Hefner als fast nacktem Playboy-Häschen als „unanständig“ und „beleidigend“.
1972 trat Harrison der Künstlergewerkschaft bei, beteiligte sich aktiv am Aufbau der Frauenwerkstatt und wurde in den Vorstand gewählt.
Margaret Harrison war Forschungsprofessorin und Direktorin des Social and Environmental Art Research Centre an der Manchester Metropolitan University.

## Werke
Mit Aquarell, Graphit und Buntstift kreiert Margaret Harrison Pin-up-Kunst, Comics und kommerzielle Illustrationen im Stil von Alberto Vargas und präsentiert Superhelden und Models.
In ihrem Werk untersucht Margaret Harrison Geschlechtsidentität und Stereotypisierung sowie Themen wie den Gender-Pay-Gap und Gewalt gegen Frauen. Damit spiegelt Harrison in ihren Werken soziale Belange wider, die bisher nicht in Kunstgalerien zu sehen waren.
Sie zeigt auf, wie Frauen in den Medien dargestellt werden. Harrison beschreibt dabei ihre Kunst als „antipornographisch“, weil sie von einer Frau kreiert wurde.
- 1969: Women of the World Unite, you have nothing to lose but Cheese Cake[11]
- 1971: Mrs Softie (I), Graphit auf Karton, Silberkuppe Berlin[12]
- 1971: He’s Only a Bunny Boy But He’s Quite Nice Really, Archival Print auf Papier[6][13][A 1]
- 1971: Captain America, Aquarell[1][6][A 2]
- 1971: Good Enough to Eat, Serie von Aquarellen[6][14][15][16][A 3]
- 1971: If These Lips Could Only Speak, Aquarell und Graphit auf Papier[17]
- 1971: Camouflage Pink And Blue, Aquarell und Graphit auf Papier[18]
- 1971 (2010): Take One Lemon, Lithographie auf Papier, Tate Gallery[19][20]
- 1971: Son of Rob Roy, Graphit auf Papier, Tate Gallery[10]
- 1971: Dumped On, Pastell und Graphit auf Karton, Tate Gallery[21]
- 1971: Little Woman at Home, Graphit und Wasserfarbe auf Papier, Tate Gallery[22]
- 1971: Banana Woman, Wasserfarbe und Graphit auf Papier, Tate Gallery, London[23]
- 1973–1975: Women and Work: A Document on the Division of Labour in Industry 1973-1975, Installation zusammen mit Kay Hunt und Mary Kelly, Tate Gallery, London[3][A 4]
- 1977: Homeworkers, Tate Gallery[2][A 5]
- 1977: Anonymus Was a Woman, Acryl auf Leinwand und Fotografien[2][4][A 6]
- 1978: Rape, Acryl und Collage auf Leinwand, Arts Council Collection, Southbank Centre[1][24][25][A 7]
- 1980: Craftwork (The prostitution piece), Installation[4][26][A 8]
- 1982: Dorothy Wordsworth (Ferns), Aquarell auf Papier[4][27][A 9]
- 1982: Dorothy Wordsworth (The White Foxgloves), Aquarell auf Papier[28]
- 1982–2019: Land/Landscape: Australia/England 3, Öl auf Leinwand[4][29][A 10]
- 1993: No.3, Aquarell, Victoria and Albert Museum[30][A 11]
- 1993: Scent of Identity, Aquarell[4][A 12]
- 1993: Scents of Identity: Fenwicks Store, London (1), Aquarell auf Papier[31]
- 1993: Scents of Identity: Fenwicks Store, London (3), Aquarell auf Papier[32]
- 1994: Young Marilyn (Blonde), Aquarell auf Papier[33]
- 1994: Young Marilyn (Dark Hair), Aquarell auf Papier[34]
- 1994–1998: Marilyn is dead, Aquarell auf Papier[4][A 13]
- 1998: Marilyn, Öl auf Leinwand[35]
- 1998: Marilyn (Gold), Acryl auf Leinwand[36]
- 1998: Ellen’s Dress, Acryl auf Leinwand[5][37]
- 2003–2004: Beautiful Ugly Violence, 5 Tafeln: Aquarell Mixed Media Collage auf Papier[38][39]
- 2004: Beautiful Ugly Hammer, Öl auf Leinwand[40]
- 2004: Beautiful Ugly Hand Gun, Öl auf Leinwand[41]
- 2004: Radical Literature (Politics and the Beauty of Words), Acryl auf Leinwand[42]
- 2007: Certified Organic, Aquarell und Bleistift auf Papier[43]
- 2009: What’s That Long Red Limp Wrinkly Thing You’re Pulling on, Bleistift und Aquarell, Ronald Feldman Gallery, New York[4][44][A 14]
- 2009: Two Princesses, Two Hands (Infanta Margarita/David Walliams), Bleistift und Aquarell, Payne Shurvell Gallery, London[45]
- 2010: Dolly Parton, Aquarell[6][A 15]
- 2010: Olympia MODEL ROLE, Serie von Aquarellen[4][A 16]
- 2010: The golden Phalussy, Aquarell, Graphit und Collage auf Papier[46]
- 2012: Singing Roses. Fists and Roses, Graphit auf Papier[4][47][A 17]
- 2013: You Looking at Me?, Zeichnung und Collage auf Papier[5][48]
- 2013: These Boots were made for walking, Collage[49]
- 2013: The Last Gaze[4][A 18]
- 2013: Getting close to my masculinity, Bleistift, Aquarell und Collage auf Papier[50]
- 2015: Can’t take my eyes of you, Zeichnung und Collage auf Papier[51]
- 2017: The Healthier Choice, Buntstift und Aquarell auf Papier[52]
- 2019: Bye Bye American Pie, Graphit, Aquarell und Collage auf Papier[53]
- 2019: Sunset, Collage und Aquarell auf Papier[54]
- 2019: The Day the Music Died, Zeichnung und Collage auf Papier[55]
- 2021: Counting Dead Women, Acryl, Aquarell und Collage auf Leinwand[56][A 19]
- 2023: Counting Dead Women, Graphit und Aquarell auf Papier[57]

## Ausstellungen

### Einzelausstellungen (Auswahl)
- 1971: Erste Einzelausstellung, Motif Editions Gallery, London[6][11][58]
- 1980: RAPE / HOMEWORKERS / ART WORK AND STUDIES FROM ROSA LUXEMBURG TO JANIS JOPLIN, Ronald Feldman Gallery, New York[58]
- 1983: Stephen Mori Gallery, Sydney[58]
- 1982: Revolutions Per Minute (RPM), Ronald Feldman Gallery, New York[58][59]
- 1983: Revolutions Per Minute (RPM), Ronald Feldman Gallery, New York[58]
- 1984: Ronald Feldman Gallery, New York[58]
- 1985: Anna Lenowens Gallery, Nova Scotia[58]
- 1989: Selected Retrospective, Abbott Hall Art Gallery, Kendal[58]
- 1993: Selected Works, Richard Nelson Gallery, University of California, Davis[58]
- 1994: Perfumed Politics & Cosmetic Bodies, Galerie und Kulturzentrum in Weimar, Weimar[58][60]
- 1994: Ruth Bloom Gallery, Santa Monica[58]
- 1996: Withdrawing, Ronald Feldman Gallery, New York[58][61]
- 1997: Wakefield City Art Gallery, Wakefield[58]
- 1998: Holden Gallery, Manchester Metropolitan University, Manchester[58]
- 1999: Carlisle City Art Gallery and Museum, Carlisle[58]
- 2001: The Lure of the Local: Selected new works by Margaret Harrison, Hatton Gallery, Newcastle University, Newcastle upon Tyne[58]
- 2003: Whitworth Art Gallery, Manchester[58]
- 2004: Beautiful Ugly Violence, Intersections for the Arts, Grasmere[58]
- 2006: Earth, Air, Sky, & Water, Wordsworth Trust, Grasmere[58]
- 2007: Return of the Sperminator, Beverley Knowles Fine Art, London[58]
- 2008: Drawing Review: 37 Years of Works on Paper, Ronald Feldman Gallery, New York[62]
- 2010: The Bodies Are Back, Intersection for the Arts, San Francisco[6][58]
- 2011: I am a Fantasy, PayneShurvell Gallery, London[45][58][63]
- 2012: Preoccupy, Silberkuppe, Berlin[58]
- 2013: Margaret Harrison, PayneShurvell Gallery, London[58]
- 2014: Margaret Harrison – Beautiful Ugly Violence, Silberkuppe, Berlin[58][64]
- 2014: Margaret Harrison – Preoccupy, Silberkuppe, Berlin[64]
- 2015: On Reflection – Margaret Harrison, Ronald Feldman Gallery[58][65]
- 2015: Off Broadway, California College of the Arts (CCA) Wattis Institute, San Francisco[64]
- 2015: We are Them, They are Us, Golden Thread Gallery, Belfast[58]
- 2015–2016: Margaret Harrison: Accumulations, Middlesbrough Institute of Modern Art, Middlesbrough[58]
- 2017–2018: Dialogues between sex, class and violence, Azkuna Zentroa, Bilbao[8][58][66]
- 2017–2018: Margaret Harrison – Dialogues between sex, class and violence, Azkuna Zentroa, Bilboa[67]
- 2018: It Hasn’t Changed: And Babies?, ADN Galeria, Barcelona[58][68]
- 2018: It Hasn’t Changed: And Babies?, Artissima 25, Turin[58]
- 2019: Margaret Harrison – Danser Sur les Missiles, Frac Lorraine, Metz[64]
- 2019–2020: Margaret Harrison, Nicolas Krupp Gallery, Basel[58]
- 2019: The Armory Show, ADN Galeria, New York[58][69][70]
- 2021: Danser Sur les Missiles, BPS22, Musee d’Art de la Province de Hainaut, Charleroi[58]

### Gruppenausstellungen (Auswahl)
- 1971: Women’s Liberation Exhibition, Woodstock Gallery, London[58]
- 1975: Women and Work, London[58]
- 1977: Frauen Kunst International, Berlin[58]
- 1978: Radical Attitudes toward the Gallery, Art Net, London[58]
- 1978: Whitechapel Art Gallery, London[58]
- 1979: Feministische Kunst International, Municipal Museum, Den Haag[58]
- 1979: British Artists, Artists Space, New York[58]
- 1979: Lives, Hayward Gallery, Arts Council Purchase Exhibition, London[58]
- 1979: Both Sides Now, Artemisia Gallery, Chicago[58]
- 1980: UK Issue, Institute of Contemporary Arts, London[58]
- 1981: Award Winners Show, Greater London Arts, London[58]
- 1981: Typisch Frau, Bonner Kunstverein, Bonn[58]
- 1983: New Beginnings, Pentonville Gallery, London[58]
- 1986: Oh, Rape, Hoyt L. Sherman Gallery, Columbus (Ohio)[58]
- 1986: The Issue of Painting, Rochdale Art Gallery & AIR Gallery, London[71]
- 1987: Rosa Luxembourg and Karl Liebknecht, Pentonville Gallery, London[58]
- 1991: 6 Artists, Bridge Gallery[58]
- 1994–1995: Elvis + Marilyn: 2 X Immortal, Institute of Contemporary Art, Boston[72]
- 1995: Elvis + Marilyn: 2 X Immortal, Honolulu Museum of Art, Honolulu[73]
- 2000: Live in your Head: Concept and Experiment in Britain 1965-75, Whitechapel Art Gallery, London[74]
- 2002: Women and Work 1976, Tate Britain,London[75]
- 2003: Jack Seabury and Friends, Cumbria Institute of the Arts and Castlegate Gallery, Cumbria[75]
- 2006: Making History: Document, Time, Memory in Art, Film and Photography, Tate Liverpool, Liverpool[75]
- 2007: GENDER Battle and the impact of Feminism in the 70s, CGAC, Santiago de Compostela[75]
- 2007: WACK! And The Art of The Feminist Revolution, Museum of Contemporary Art, Los Angeles[75]
- 2008: Drawing Review: 37 Years of Works on Paper, Ronald Feldman Fine Arts, New York[75]
- 2009: What How and for Whom/WHW, Istanbul Biennale, Istanbul[75]
- 2009: REBELLE: Art and Feminism 1969 – 2009, Museum Arnhem, Arnhem[75]
- 2009: The Intertwining Line – Drawing as Subversive Art, Corner House, Manchester[75]
- 2010: In View, Golden Thread Gallery, Belfast[75]
- 2011: Transmitter/Receiver: the persistence of collage, MIMA, Middlesbrough[75]
- 2011: Goodbye to London: Radical Art and Politics in the Seventies, KulturForum, Dresden[75]
- 2012: Marylin Revised, Nammagorium, Kopenhagen[75]
- 2013: Keep Your Timber Limber, Institute of Contemporary Art, London[75]
- 2013: Der Feine Unterschied – Perspektiven von Frauen, Kunstverein Langenhagen, Langenhagen[75]
- 2013: On Reflection, Northern Art Prize, Leeds Art Gallery, Leeds[58][75]
- 2013: Tracing the Century – Drawing from the Tate Collection, Tate Liverpool, Liverpool[58][75]
- 2013: Glam! The Performance of Style, Tate Liverpool, Liverpool[75]
- 2013: Glam! The Performance of Style, Schirn Kunsthalle Frankfurt, Frankfurt[75]
- 2013: Glam! The Performance of Style, Lentos Kunstmuseum Linz, Linz[75]
- 2013: For Dorothy Wordsworth, Wordsworth Trust, Grasmere[75]
- 2013: My Head is an Animal, South Square Center, Bradford[75]
- 2013–2014: Women and Work, Tate Britain, London[76]
- 2014: /seconds., Sharjah Art Foundation, Schardscha[75]
- 2014: Changemaker, Intersection for the Arts, San Francisco[75]
- 2014: My Fiction is Real, University of Essex, Essex[75]
- 2014: Works from the collection – Tate Britain und Tate Gallery of Modern Art, London[75]
- 2014: Effi B., Silberkuppe, Berlin[64]
- 2015: Conceptual Art in Britain 1964-79, Tate Britain, London[75]
- 2015: All Men Become Sisters, Muzeum Sztuki w Łodzi, Łódź[75]
- 2015: Modern History, Atkinson Museum, Southport[75]
- 2015: Modern History, Bury Art Museum, Manchester[75]
- 2015: Liberties, Collyer Bristow Gallery, London[58][75]
- 2015: OFF BROADWAY: Model Shop, CCA Wattis Institute for Contemporary Arts, San Francisco[58][75]
- 2015–2016: Unorthodox, Jewish Museum, New York[58][75]
- 2016: Conceptual Art in Britain 1964-1979, Tate Britain, London[58]
- 2017: Coming Out: Sexuality, Gender and Identity, Walker Art Gallery, Liverpool[75]
- 2017: Art on the Front Lines, Ronald Feldman Gallery, New York[77][75]
- 2018: Still I Rise – Feminism, Gender & Resistance, Nottingham Contemporary, Nottingham[58][75]
- 2018: Women Power Protest, Birmingham Museum of Art, Birmingham[75]
- 2018: Reprise: Summer Show 2018, Ronald Feldman Gallery, New York[75]
- 2018: Woman. The Feminist Avant-Garde of the 1970’s, SAMMLUNG VERBUND Collection, Stavanger Art Museum, Stavanger[58]
- 2018–2019: Woman. The Feminist Avant-Garde of the 1970’s, SAMMLUNG VERBUND Collection, Dům umění, Brünn[75]
- 2019: ARCO, ADN Galeria, Madrid[75]
- 2019: Women Power Protest, Birmingham Museum of Art, Birmingham[58][78]
- 2019: Feminist Avant-Garde of the 1970s: Works from the Sammlung Verbund Collection, Vienna, Museu d’Art Contemporani de Barcelona, Barcelona[58]
- 2019: Men of Steel, Women of Wonder, San Antonio Museum of Art, San Antonio[58]
- 2019: Men of Steel, Women of Wonder, Crystal Bridges Museum of American Art, Bentonville[58]
- 2019–2020: Men of Steel, Women of Wonder, Addison Gallery of American Art, Phillips Academy, Andover[58]
- 2019–2020: Feminist Avant-Garde of the 1970s: Works from the Sammlung Verbund Collection, Vienna, International Center of Photography, New York[58]
- 2020: La Colère de Ludd, BPS22, Musée d’Art de la Province de Hainaut, Charleroi[58]
- 2020: She, the eye, the finger, the hand, ADN Galeria, Barcelona[58]
- 2020–2021: Feminist Avant-Garde of the 1970s: Works from the Sammlung Verbund Collection, Vienna, Museu de Arte Contemporânea da Universidade de São Paulo, São Paulo[58]
- 2023: Late and Soon: The Works of Margaret Harrison and Conrad Atkinson, Cross Lane, Kendal[79]

## Auszeichnungen
- 1962: Bronze Medal in Drawing, Prizes Royal Academy Schools, London[58]
- 1965: British Council Scholarship, Italien[58]
- 1973: Community Arts Award, G.L.A.A.[58]
- 1975: Community Arts Award, G.L.A.A.[58]
- 1975: Production Award, Northern Arts[58]
- 1977: Arts Council Award[58]
- 1981: Greater London Arts Association Award[58]
- 1982: Artist-in Residence, Griffith University, Queensland Film and Drama Center, Brisbane[58]
- 1993: Fellow, Humanities Institute, University of California, Davis[58]
- 2001: Millennium artists award, Northern Arts[58]
- 2003–2004: Artist in Residence, Intersection for the Arts, San Francisco[58]
- 2013: Paul Hamlyn Artist Award[58]
- 2013: Northern Art Prize[58][80]
- 2017: Visual Artist of the Year: Cumbria Life Culture Awards[58]

## Projekte
- 1972: Organizer, Art Spectrum, Greater London Arts Association[58]
- 1974: Gallery Administrator, Exhibitions & Poetry Readings, Northern Arts Gallery[58]
- 1975: Forschung und Koordination A Shade of Green and Orange Edge, Arts Council of Northern Ireland[58]
- 1980: Koordinatorin Issue exhibition, Institute of Contemporary Arts, London[58]
- 1985: Kuratorin The Other America, Royal Festival Hall, London[58]
- 1985: Kuratorin Ray Walker Memorial Exhibition, Royal Festival Hall, London[58]
- 1990: Projektleitung des nationalen Forschungsprojekts A Survey of Art Institutions, Artists Needs, and Possible Areas of Improvement in Education, Arts Council of Great Britain und The London Institute[58]
- 1995: Künstlerische Leitung des Animationsfilms Wuthering Heights von Emily Brontë[58]
- 2000–2001: Journeys, Veranstaltungsorte in Kalifornien und Großbritannien[58]